# Bandana (álbum)
Bandana es el primer disco de la banda argentina Bandana. Fue lanzado en noviembre de 2001 en CD y Casete. Contiene doce temas interpretados por sus integrantes Valeria Gastaldi, Lourdes Fernández, Ivonne Guzmán, Virginia da Cunha y Lissa Vera. El éxito de este disco fue su primer sencillo "Guapas" de la autoría de Lourdes Fernández, vendiendo en total más de 160.000 copias en toda Argentina.
Fue grabado entre Septiembre y Octubre de 2001. Comenzando su producción en Miami luego de que el proyecto Popstars fuera confirmado. El repertorio de temas era muy distinto al editado finalmente (Guapas no existía y paso por diferentes variaciones hasta su versión final) y existió un sencillo Cover; El Poder de los Sueños que finalmente no fue incluido debido a derechos de autor, el grupo podía cantarlo en vivo pero no incluir la versión de estudio en el disco. Las voces y armonías estaban estrictamente pensadas previamente y Magali grabó los demos y pistas guía para las integrantes del grupo. 

## Temas
1. Guapas (Lourdes Fernández, Pablo Durand, Afo Verde, Magalí Bachor, Agustín Echevarria) – 3:12
2. Cómo puede ser (Fernándo López Rossi) – 3:18
3. Cuídame (Pablo Durand - Afo Verde) – 4:04
4. Doce horas (Pablo Durand - Afo Verde) – 3:58
5. Maldita noche (Pablo Durand - Afo Verde) – 3:24
6. Si mi corazón se pierde (Fernándo López Rossi) – 4:08
7. Nunca más (Pablo Durand - Afo Verde) – 3:31
8. A dónde vas (Pablo Durand, Afo Verde) – 3:50
9. Mío (Pablo Durand, Afo Verde, Betina Sancha) – 2:23
10. Bajo la lluvia (José Luis Arroyave) – 3:47
11. Bésame otra vez (Pablo Durand - Afo Verde) – 3:05
12. Vivir intentando (Pablo Durand - Afo Verde - Betina Sancha) – 5:13

## Versiones Internacionales
El disco cuenta con varias ediciones editadas y publicadas para cada respectivo país (variando en portadas/arte disco/arte tapa). El álbum se distribuyo en América (Estados Unidos, Venezuela, Perú, Uruguay, Paraguay y Chile) con los vestuarios de popstars, a diferencia de España y México que contó con el arte de las pelucas (Noche) y canciones diferentes. 
La versión vendida en Chile cuenta con tres bonus tracks:
1. "Llega la noche" (Fernando López Rossi, Afo Verde, Pablo Durand) – 3:09
2. "Un demonio" (Marcela Morelo, Rodolfo Lugo, Afo Verde) – 3:14
3. "Necesito tu amor" (Fernando López Rossi) – 3:34

La Versión de Horus España y México incluye:
1. "Necesito tu amor".
2. "Nadie Como Yo".

## Certificaciones

### Álbum
| Listas                | Posición | Certificación |
| --------------------- | -------- | ------------- |
| Argentina Álbum Chart | 1        | 4x Platino    |
| Uruguay Álbum Chart   | 1        | 8x Platino    |

## Sencillos
- 2001 Maldita noche #1ARG
- 2001 Guapas #1ARG
- 2002 Como puede ser #1ARG
- 2002 Doce horas #2ARG

- Datos: Q5552710